# 温川温泉 (青森県)
温川温泉（ぬるかわおんせん）は、青森県平川市にある浅瀬石川上流の温泉。

## 泉質
- 塩化物泉
  - 源泉温度58℃

## 効能
胃腸病、神経痛、リューマチ。

## 温泉街
国道102号沿いに、日本秘湯を守る会にも所属する宿泊施設「温川山荘」がある。1930年（昭和5年）に吉川英治が『宮本武蔵』を執筆中にここに来たという。温泉地には「ぬる川や、湯やら霧やら月見草」という吉川の句が文学碑として残されている。
温泉地は旧平賀町全体を範囲とした平賀温泉郷に属するが、平賀温泉郷の中心部である平賀町市街とは幹線道路で直接はつながっていない。そのため、国道102号でつながっている黒石温泉郷の一部として紹介されることがある。

## アクセス
- 弘南鉄道弘南線黒石駅より弘南バスで「温川」行きに乗り「温川山荘前」下車、徒歩約1分。